# Stade Brainois

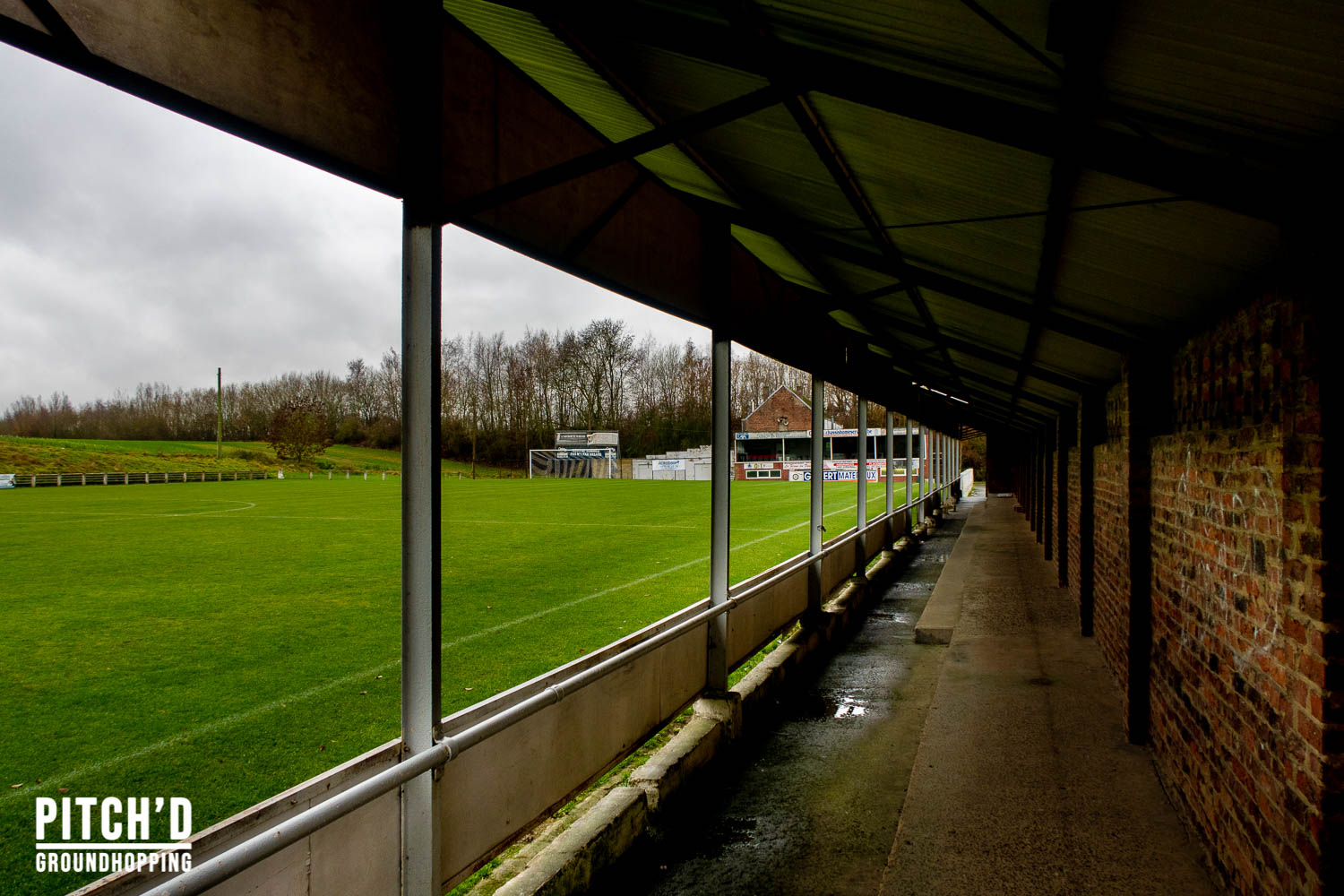
Au sens Fond, Stade Brainois

R. Stade Brainois was een Belgische voetbalclub uit 's-Gravenbrakel (Braine-le-Comte). De club is aangesloten bij de KBVB met stamnummer 343 en heeft wit als clubkleur. Brainois speelde in zijn bestaan verscheidene seizoenen in de nationale reeksen.

## Geschiedenis
De club sloot zich begin jaren 20 aan bij de Belgische Voetbalbond en kreeg er bij de invoering van de stamnummers in 1926 nummer 343 toegekend. Braine trad aan in de provinciale reeksen, waar het de volgende decennia bleef spelen.
In 1971 bereikte de club toch voor het eerst de nationale reeksen. Braine kon er zich handhaven in Vierde Klasse en eindigde er meerdere seizoenen netjes in de middenmoot, maar eind jaren 70 ging het moeizamer. In 1978 eindigde men nog een punt boven de degradatieplaatsen, maar het volgende seizoen werd de ploeg op twee na laatste en zo zakte Stade Brainois in 1979 na achter jaar nationaal voetbal weer naar de provinciale reeksen.
In 1986 keerde de club even terug in Vierde Klasse, maar na twee jaar zakte men opnieuw naar Eerste Provinciale. Ondertussen was Stade Brainois ook met een damesafdeling gestart. Het vrouwenelftal bereikte in 1988 voor het eerst de nationale reeksen van het damesvoetbal en stootte er in 1992 zelfs door naar de hoogste klasse.
Het eerste mannenelftal promoveerde in 1993 nog eens naar de nationale reeksen. Het eerste seizoen eindigde men er onderaan, met evenveel punten als RUW Ciney. Een testmatch moest uitmaken wie 14de en wie 15de zou worden. Braine won, werd 14de en vermeed zo de rechtstreekse degradatie. De ploeg moest echter nog naar de eindronde om te spelen voor het behoud. Daar won men van RSC Theux na strafschoppen en van Londerzeel SK, en zo wist de club zich uiteindelijk toch te handhaven in Vierde Klasse. Het tweede seizoen werd de degradatiezone er nipt ontlopen, maar in het derde seizoen strandde Braine op de laatste plaats, en zakte zo in 1996 na drie seizoen opnieuw naar de provinciale reeksen.
In 1995 splitste de damesafdeling zich af van Stade Braine, en ging voortaan autonoom verder in het nieuw opgericht Standard Fémina de Braine, dat zich bij de voetbalbond aansloot met stamnummer 9286.
Bij de mannen bereikte het A-elftal in 1999 nog eens de nationale Vierde Klasse. De eerste seizoenen eindigde men nog comfortabel in de middenmoot, maar een voorlaatste plaats in 2002 betekende dat de club opnieuw na drie seizoenen zakte naar Eerste Provinciale.
In 2021 ging het op in een fusie met AFC Tubize. Het stamnummer van Stade Brainois verdween hiermee.

## Resultaten
| Seizoen                                 | Klasse | Klasse | Klasse | Klasse | Klasse | Klasse | Klasse | Klasse | Klasse | Reeks                                                    | Punten                                                   | Opmerkingen |
|                                         | I      | I      | II     | III    | IV     | P.I    | P.II   | P.III  | P.IV   |                                                          |                                                          | |
| --------------------------------------- | ------ | ------ | ------ | ------ | ------ | ------ | ------ | ------ | ------ | -------------------------------------------------------- | -------------------------------------------------------- | --- |
| 1970/71                                 |        |        |        |        |        | 1      |        |        |        | 1ste provinciale Hene.                                   |                                                          | |
| 1971/72                                 |        |        |        |        | 8      |        |        |        |        | Vierde klasse A                                          | 31                                                       | |
| 1972/73                                 |        |        |        |        | 11     |        |        |        |        | Vierde klasse B                                          | 29                                                       | |
| 1973/74                                 |        |        |        |        | 8      |        |        |        |        | Vierde klasse A                                          | 29                                                       | |
| 1974/75                                 |        |        |        |        | 7      |        |        |        |        | Vierde klasse D                                          | 30                                                       | |
| 1975/76                                 |        |        |        |        | 9      |        |        |        |        | Vierde klasse A                                          | 28                                                       | |
| 1976/77                                 |        |        |        |        | 10     |        |        |        |        | Vierde klasse A                                          | 28                                                       | |
| 1977/78                                 |        |        |        |        | 13     |        |        |        |        | Vierde klasse C                                          | 25                                                       | |
| 1978/79                                 |        |        |        |        | 14     |        |        |        |        | Vierde klasse B                                          | 24                                                       | |
| Provinciale reeksen tussen 1979 en 1986 |        |        |        |        |        |        |        |        |        |                                                          |                                                          | |
| 1985/86                                 |        |        |        |        |        | 1      |        |        |        | 1ste provinciale Hene.                                   |                                                          | |
| 1986/87                                 |        |        |        |        | 10     |        |        |        |        | Vierde klasse A                                          | 26                                                       | |
| 1987/88                                 |        |        |        |        | 15     |        |        |        |        | Vierde klasse A                                          | 16                                                       | |
| Provinciale reeksen tussen 1988 en 1993 |        |        |        |        |        |        |        |        |        |                                                          |                                                          | |
| 1992/93                                 |        |        |        |        |        | 1      |        |        |        | 1ste provinciale Hene.                                   |                                                          | |
| 1993/94                                 |        |        |        |        | 14     |        |        |        |        | Vierde klasse D                                          | 24                                                       | Eindigde op een gedeelde 14e plaats met RUW Ciney, om te bepalen wie mocht deelnemen aan de eindronde voor het behoud, werd er een testwedstrijd gespeeld. R. Stade Brainois won deze wedstrijd met 0-2. Hierna werd een eindronde voor behoud gespeeld. Hierin werd eerste gewonnen RCS Theux (1-1, 4-3 na penalty's). Vervolgens won men met 2-0 van Londerzeel SK om zo het behoud te verzekeren |
| 1994/95                                 |        |        |        |        | 12     |        |        |        |        | Vierde klasse A                                          | 25                                                       | |
| 1995/96                                 |        |        |        |        | 16     |        |        |        |        | Vierde klasse A                                          | 21                                                       | |
| Provinciale reeksen tussen 1996 en 1999 |        |        |        |        |        |        |        |        |        |                                                          |                                                          | |
| 1998/99                                 |        |        |        |        |        | 1      |        |        |        | 1ste provinciale Hene.                                   |                                                          | |
| 1999/00                                 |        |        |        |        | 5      |        |        |        |        | Vierde klasse D                                          | 53                                                       | |
| 2000/01                                 |        |        |        |        | 8      |        |        |        |        | Vierde klasse D                                          | 40                                                       | |
| 2001/02                                 |        |        |        |        | 15     |        |        |        |        | Vierde klasse A                                          | 23                                                       | |
| Provinciale reeksen tussen 2002 en 2017 |        |        |        |        |        |        |        |        |        |                                                          |                                                          | |
| 2010/11                                 |        |        |        |        |        | 5      |        |        |        | 1ste provinciale Hene.                                   | 49                                                       | In eindronde 2-0 gewonnen tegen Soignies Sports, vervolgens met 1-0 verloren tegen CS Entité Manageoise |
| 2011/12                                 |        |        |        |        |        | 14     |        |        |        | 1ste provinciale Hene.                                   | 34                                                       | In eindronde gewonnen van US Estinnes (4-1), vervolgens verloren van RUFC Ransartoise (1-2). Uiteindelijk toch niet gedegradeerd |
| 2012/13                                 |        |        |        |        |        | 12     |        |        |        | 1ste provinciale Hene.                                   | 38                                                       | |
| 2013/14                                 |        |        |        |        |        | 16     |        |        |        | 1ste provinciale Hene.                                   | 21                                                       | |
| 2014/15                                 |        |        |        |        |        |        | 3      |        |        | Tweede Provinciale Hene. B                               | 56                                                       | Derde periode dus eindronde gespeeld, verloren van FC Aedec Hyon (0-1) |
| 2015/16                                 |        |        |        |        |        |        | 1      |        |        | Tweede Provinciale Hene. B                               | 78                                                       | |
|                                         | 1A     | 1B     | 1Am    | 2Am    | 3Am    | P.I    | P.II   | P.III  | P.IV   | Vanaf 2016-17 zijn er 3 nationale en 2 regionale niveaus | Vanaf 2016-17 zijn er 3 nationale en 2 regionale niveaus | Vanaf 2016-17 zijn er 3 nationale en 2 regionale niveaus |
| 2016/17                                 |        |        |        |        |        | 7      |        |        |        | 1ste provinciale Hene.                                   | 48                                                       | Tweede periode gewonnen dus eindronde gespeeld, 3-1 gewonnen tegen Péruwelz FC, vervolgens op penalty's gewonnen tegen Soignies Sports (1-1) |
| 2017/18                                 |        |        |        |        | 13     |        |        |        |        | Derde klasse Am. ACFF A                                  | 29                                                       | |
| 2018/19                                 |        |        |        |        | 10     |        |        |        |        | Derde klasse Am. ACFF A                                  | 39                                                       | |
| 2019/20                                 |        |        |        |        | 9      |        |        |        |        | Derde klasse Am. ACFF A                                  | 34                                                       | Competitie vroegtijdig stopgezet door Coronapandemie |
| 2020/21                                 |        |        |        |        | 8      |        |        |        |        | Derde afdeling ACFF A                                    | 4                                                        | Competitie vroegtijdig stopgezet door Coronapandemie |